# 卡明斯 (堪薩斯州)
卡明斯為位在美国堪薩斯州艾奇遜縣的非建制地區。該地區位於縣城艾奇逊西南方，兩地之間距離約15.3（9.5英里）。卡明斯設有郵政局，郵區編號為66016。

## 歷史
卡明斯於1883年設立，前稱卡明斯維爾（Cummingsville）。該地區以設立者威廉·卡明斯（William Cummings）來命名。